# Legacy (Girlschool)
Legacy è l'undicesimo album della band heavy metal britannica Girlschool, pubblicato il 21 ottobre 2008 in Germania, il 3 novembre nel resto d'Europa e il 4 novembre negli Stati Uniti. 
A questo disco, che festeggia i 30 anni di carriera del gruppo, partecipano vari musicisti amici.
Il brano Legend è dedicato all'ex chitarrista Kelly Johnson, scomparsa nel 2007 per un cancro.

## Tracce
1. Everything's the Same – 3:14 (Kim McAuliffe)
2. From the Other Side – 3:35 (Jackie Chambers, McAuliffe)
3. I Spy (Girlschool Mix) – 3:47 (Chambers, Enid Williams, McAuliffe)
4. Spend Spend Spend – 3:33 (Williams)
5. Whole New World – 3:40 (Chambers, Williams)
6. Just Another Day – 3:48 (Chambers, Denise Dufort)
7. Legend – 3:44 (Chambers)
8. Metropolis (cover dei Motörhead) – 3:17 (Ian Kilmister, Eddie Clarke, Phil Taylor)
9. Don't Mess Around – 2:34 (Chambers, McAuliffe)
10. Zeitgeist – 4:15 (Williams)
11. Don't Talk to Me – 2:25 (Chambers, Dufort, Kilmister, McAuliffe)
12. I Spy (Dio/Iommi Mix) – 4:09 (Chambers, Williams, McAuliffe)
13. Emergency – 2:50 (Williams, Kelly Johnson, McAuliffe, Dufort)
14. London – 2:43 (McAuliffe, Johnson)
15. Still Waters – 3:03 (Williams)

## Formazione
- Kim McAuliffe – voce, chitarra ritmica
- Enid Williams – voce, basso
- Jackie Chambers – chitarra solista
- Denise Dufort – drums

### Ospiti
- Eddie Ojeda – chitarra solista in "Spend Spend Spend"
- Neil Murray – basso in "Whole New World" e "Legend"
- Phil Campbell – chitarra solista in "Whole New World" e "Just Another Day", chitarra in "Zeitgeist"
- "Fast" Eddie Clarke – chitarra solista in "Metropolis"
- J.J. French – chitarra solista in "Don't Mess Around"
- Lemmy Kilmister – basso, voce e triangolo in "Don't Talk To Me"
- Ronnie James Dio – voce in "I Spy (Dio/Iommi Mix)"
- Tony Iommi – chitarra solista in "I Spy (Dio/Iommi Mix)"